# Atragantamiento
El atragantamiento es un tipo de obstrucción de las vías respiratorias, generalmente accidental, pero en algunos casos un tanto cronificada. Normalmente sucede al fallar la deglución de alimentos mal masticados, y puede llegar a provocar la asfixia de la víctima, e incluso la muerte si no se soluciona con rapidez.
El uso de primeros auxilios (ver más abajo) puede solucionar un atragantamiento.

## Causas
El atragantamiento se produce normalmente cuando un sujeto deglute un trozo de alimento, que se desvía de manera accidental hacia las vías respiratorias, y es de tamaño superior al que puede pasar por la faringe, la laringe o la tráquea, lo que provoca una obstrucción asfixiante.
Según las estadísticas, los alimentos con los que más se atraganta la gente (especialmente los niños) son: salchichas, trozos de carne, grandes chicles y pastillas de goma, caramelos, uvas, frutos secos, zanahoria y manzana crudas, trozos de queso y en general todos los trozos de comida grandes y mal masticados. Los niños también pueden atragantarse con objetos pequeños que no sean alimentos (canicas, globos, juguetes, piezas pequeñas, etc.).

## Tiempos de asfixia
Es variable el tiempo que una persona con atragantamiento puede seguir viva y pudiendo recuperarse luego sin secuelas cerebrales.
Normalmente:
- Los daños cerebrales pueden empezar a partir de los tres minutos aproximadamente (aunque eso es variable).
- La muerte puede tardar entre seis y diez minutos en llegar (esto es muy variable y depende de la víctima). Pero, cuando la víctima ya ha quedado inconsciente, es posible prolongar su vida durante algún tiempo más realizando una reanimación cardiopulmonar anti-atragantamiento (ver detalles abajo).

## Primeros auxilios
Los primeros auxilios anti-atragantamiento, recomendados por diversas asociaciones como la Cruz Roja, se basan en una estrategia de alternar maniobras manuales de dos tipos: palmadas y compresiones anti-atragantamiento (ver detalles abajo), para expulsar así el objeto atragantado. 
Además, hay algunos aparatos anti-atragantamiento disponibles en el mercado. 

### Primeros auxilios normales, para víctimas comunes

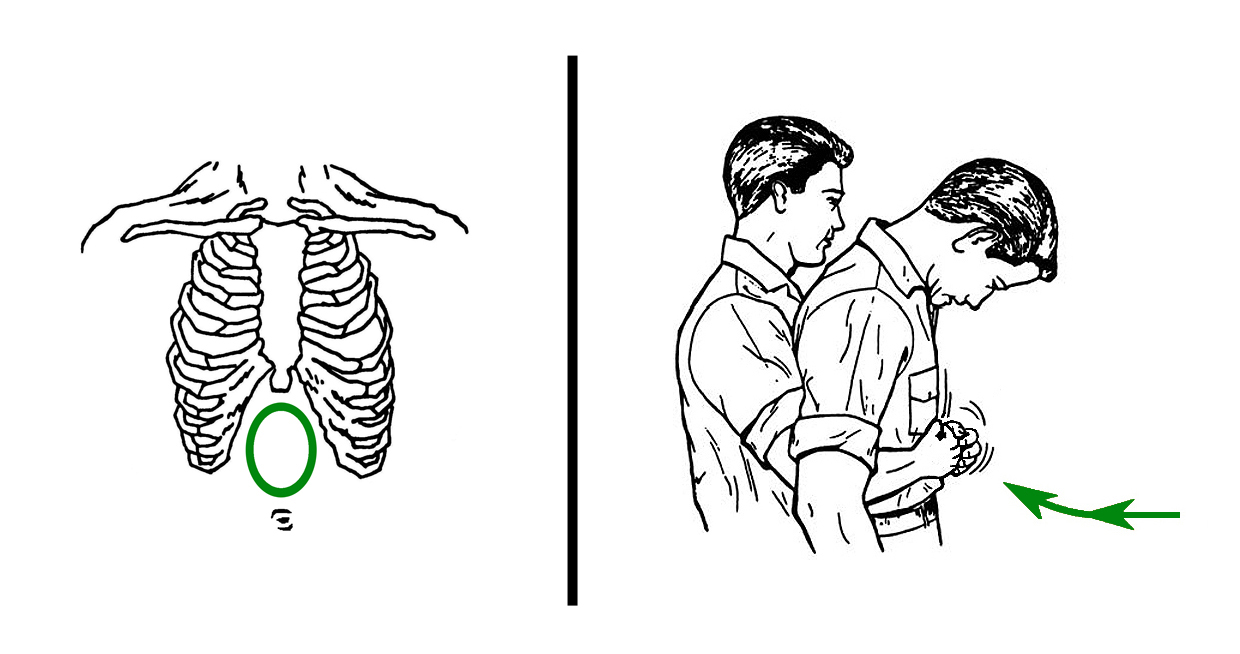
"Compresiones abdominales" (maniobra de Heimlich): Abrace al vientre de la víctima desde atrás. Entonces cierre una mano, envuélvala con la otra y aplique fuertes compresiones con ambas, en dirección adentro-arriba, a la zona situada entre su pecho y el ombligo.

Son los que pueden aplicarse a víctimas comunes: cualquier persona que no tenga problemas especiales para recibirlos. 
Lo primero es animar a la víctima a que tosa fuertemente y con toda libertad. La tos es muy efectiva. 
Si la víctima no puede toser, se usan la técnica de las palmadas en la espalda y la técnica de las compresiones abdominales (ver los dos dibujos abajo), y, para mejorar su efectividad, resulta conveniente alternarlas por turnos, aplicando cada técnica aproximadamente 5 veces y pasando entonces a la otra técnica, y así rotando ambas continuamente.   
Estos primeros auxilios son modificados si la víctima es un bebé (menor de 1 año), en las víctimas con problemas en el vientre (como quienes tengan ahí alguna lesión grave, las embarazadas y la gente con una barriga de excesivo tamaño), en las víctimas que estén discapacitadas en silla de ruedas, en quienes estén tumbados en la cama y sean incapaces de sentarse en ella y en quienes estén tumbados en el suelo y sean incapaces de sentarse en él (ver mucho más abajo detalles para cada uno de esos tipos de víctimas). 
Si el atragantamiento no se está solucionando, alguien tiene que llamar a los servicios médicos de emergencia (hay una lista de números de teléfono de emergencias aquí), aunque estas técnicas de primeros auxilios deben continuar por si acaso funcionan. No conviene entrar en pánico. 

La víctima puede quedar inconsciente después de un tiempo y necesitar una reanimación cardiopulmonar anti-atragantamiento (leer datos en la siguiente sección). 

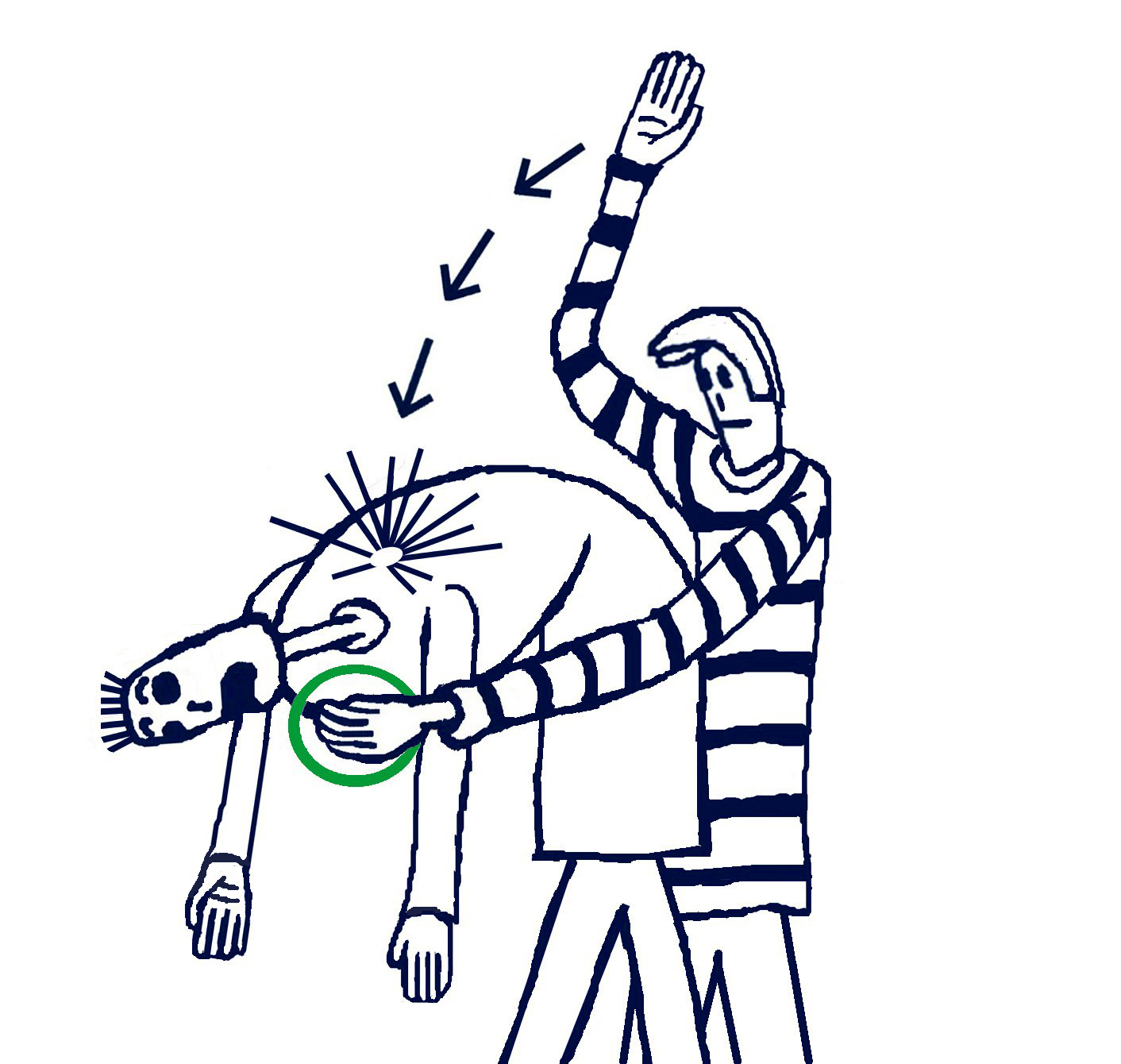
"Palmadas en la espalda": Sostenga el pecho de la víctima con la mano que no va a dar palmadas (para mejorar la efectividad) e incline a la víctima hacia abajo todo lo posible. Entonces dé palmadas firmes con la otra mano.

#### Cuando la víctima queda inconsciente
Si la víctima se queda inconsciente:
- Agarrarla cuando se caiga.
- Tumbarla en una superficie suficientemente firme (de manera ideal, extender una capa lisa de algo sobre el suelo y tumbarla encima).
- Si hay cerca algún aparato anti-atragantamiento,[11][12] pedirlo (a veces hay en sitios públicos) y utilizar el aparato anti-atragantamiento aunque la víctima esté inconsciente. Tras ello, la obstrucción saltaría y podría quedar en algún rincón de su boca, por lo que hay que sacarla de allí con los dedos (la cabeza y el cuerpo de la víctima pueden echarse hacia un lado para facilitar esa tarea). Si la víctima no respira después de eso, necesitará una reanimación cardiopulmonar (RCP) normal, tal como la descrita aquí abajo, pero sólo haciendo las 30 compresiones alternadas con 2 ventilaciones.
- Llamar inmediatamente a los servicios médicos de emergencia si eso aún no se ha hecho (hay una lista de números de teléfono de emergencias aquí).
- Conviene[13] que alguien pida un aparato desfibrilador (DEA o DESA, AED en inglés) en el entorno, pues son muy comunes en la actualidad, por si acaso es necesario (leer más abajo).
- Hacer a la víctima una reanimación cardiopulmonar (RCP) "anti-atragantamiento" común, para adultos y niños (descrita a continuación). En el caso de los bebés (menores de 1 año), debe ser una reanimación adaptada para bebés.

La reanimación cardiopulmonar (RCP) "anti-atragantamiento" común, para adultos y niños, es muy similar a la utilizada en otras situaciones: alterna series de compresiones torácicas para bombear la sangre e intentar expulsar el objeto, con turnos de ventilaciones con el fin de introducir aire a través de la obstrucción:

Compresiones de reanimación cardiopulmonar (RCP), ritmo adecuado.

- Compresiones torácicas: El rescatador pone una mano sobre la otra y presiona con ellas unas 30 veces, a un ritmo aproximado de casi 2 veces por segundo, en la mitad inferior del esternón, el hueso que recorre el centro del pecho desde el cuello hasta el vientre (es decir: presiona en el centro del pecho, en la mitad más cercana al vientre).
- Intento de extracción: Por haberse atragantado la víctima, al final de cada serie de compresiones hay que parar para buscar el objeto, mirando en su boca abierta y, si es visible, intentar extraerlo (si es posible, barriéndolo desde la boca hacia fuera con un dedo, para evitar así que caiga adentro otra vez). Normalmente suele ser algún tipo de bolo de comida, no la epiglotis (una lengüeta cartilaginosa que sobresale en la garganta). Es posible intentar extraerlo sin verlo, siempre cuidadosamente: sea atrapándolo con los dedos, o levantando la barbilla de la víctima para formar una vía recta hasta la garganta mientras está boca arriba (o incluso boca abajo si la lengua obstruyese demasiado, o de lado con su cabeza apoyada sobre algo) y a continuación usando utensilios que atrapen o arrastren el objeto atascado: pinzas de cocina estrechas, tijeras de cocina usadas con cuidado, cucharas o tenedores al revés (introduciendo el mango), espátulas estrechas, o incluso un palillo de dientes si los demás instrumentos son demasiado grandes para ese caso, aunque los protocolos actuales no recomiendan intentar extraer el objeto si no es visible, por el riesgo de que se hunda más adentro por accidente, y porque las compresiones por sí mismas podrían moverlo hacia fuera (dependiendo del caso). Además, siempre que un rescatador intente algún tipo de extracción, y ésta dure demasiado tiempo, puede ser necesario intercalar alguna compresión torácica más, sin obstruir a la extracción. Y, tras este paso, tanto si el objeto ha sido encontrado y extraído como si no, el proceso de reanimación anti-atragantamiento debe pasar al siguiente paso y continuar hasta que la víctima vuelva a respirar correctamente por sí misma.

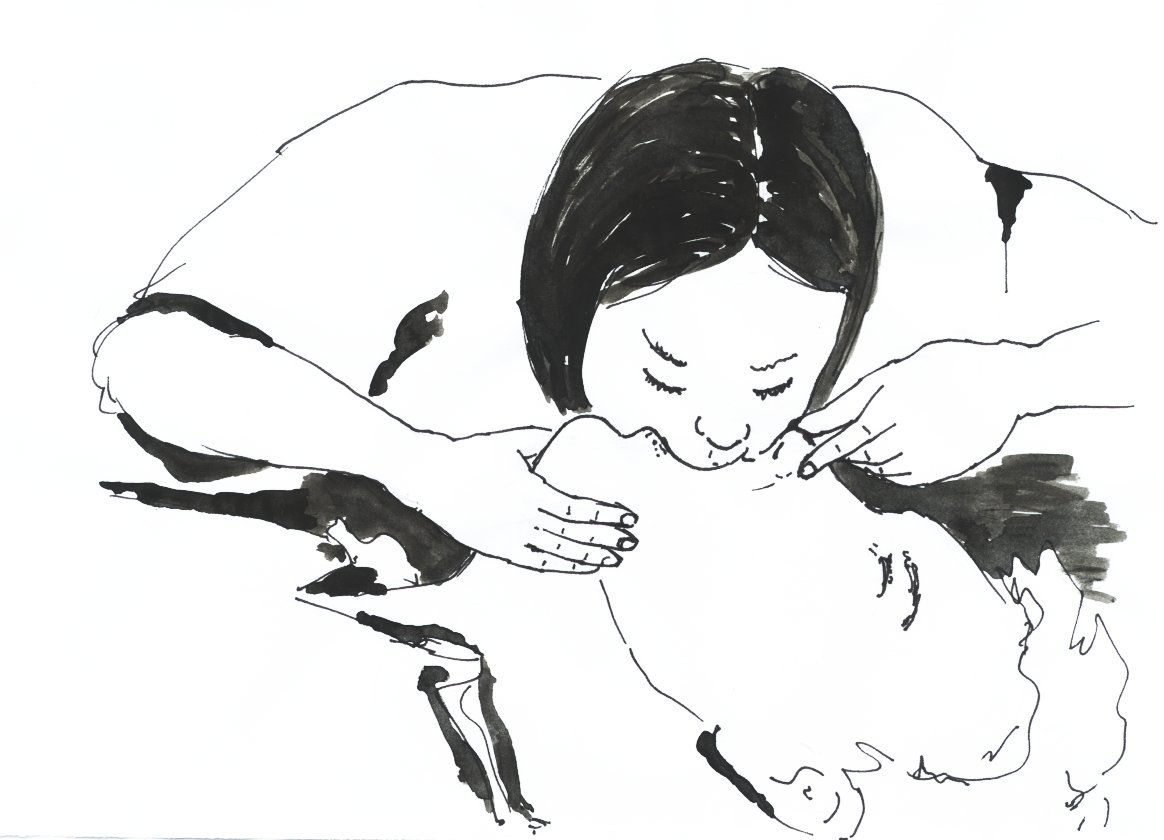
Ventilaciones de reanimación cardiopulmonar (RCP).

- Ventilaciones de reanimación cardiopulmonar (RCP).Primer turno de ventilación: A continuación, hay que realizar una ventilación, en la que el rescatador pinza con los dedos la nariz de la víctima, le abre la boca, la cubre con su propia boca y así le insufla aire una vez.
Las ventilaciones como ésta normalmente fallarían mientras el objeto esté aún atascado, pero entonces el rescatador tiene que continuar con el siguiente paso. En cualquier caso, alguna ventilación podría entrar hasta los pulmones, y entonces el pecho de la víctima subiría, hinchándose. Si alguna de las ventilaciones llega hasta allí, es porque el objeto atascado se ha movido, pero no es visible en qué posición está, así que puede ser conveniente hacer luego las siguientes ventilaciones soplando suave para intentar no moverlo hasta otra posición en la que bloquee otra vez, y, en caso de que esas ventilaciones suaves no entren, hacer las siguientes con más fuerza otra vez. El color de la cara de la víctima mejora después de varias ventilaciones exitosas.Posición de los electrodos del desfibrilador.

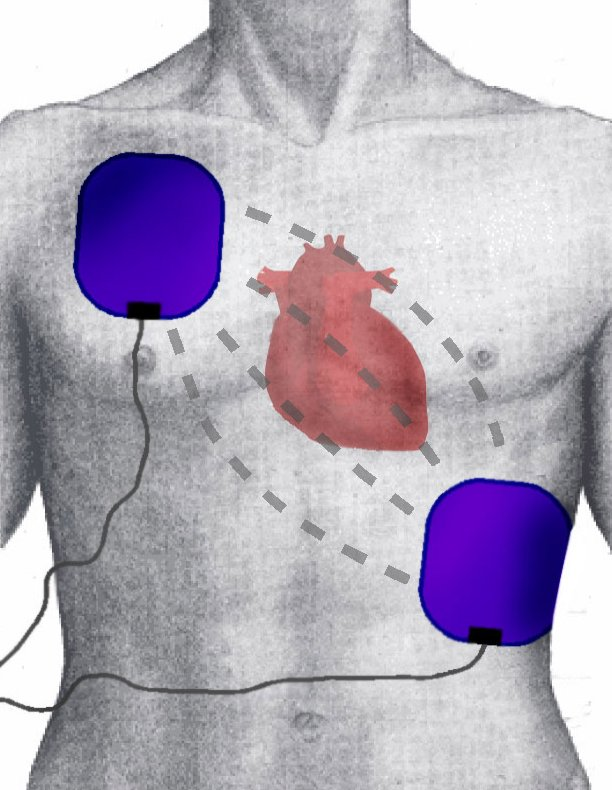
Posición de los electrodos del desfibrilador.

- Reclinación y segundo turno de ventilación: Tras el turno de ventilación anterior, es recomendable reclinar un poco la cabeza de la víctima hacia atrás o adelante, por si eso abre alguna entrada para el aire, y hacer una segunda ventilación.
Luego hay que volver a empezar esta reanimación desde el principio (las 30 compresiones iniciales), y así se repite continuamente todo el ciclo hasta que la víctima vuelva a respirar sola con normalidad, o hasta que el objeto sea extraído pero la víctima no respire porque no pueda recuperarse de un paro cardíaco y haya que utilizar un desfibrilador para ello (leer debajo). La respiración normal puede ser comprobada escuchándola con una oreja puesta sobre la boca y mirando a la vez si el pecho se levanta por el aire que respira. Otro método de comprobar el estado de la víctima es percibiendo los latidos en uno de los dos lados del cuello, cerca de la cabeza, o en una de las muñecas, debajo del pulgar.

Desfibrilación: Adicionalmente, la víctima puede entrar en paro cardíaco en cualquier momento y por diversas causas, quedando igualmente incapaz de respirar. Por ello, conviene pedir un aparato desfibrilador (DEA o DESA, AED en inglés) y, después de haber extraído el objeto atascado (si es que eso sucede, y sólo en ese caso), es posible utilizar el desfibrilador para intentar una desfibrilación, por si acaso soluciona el paro cardíaco. Los desfibriladores son fáciles de usar, pues emiten las instrucciones con mensajes de voz.

### Primeros auxilios para víctimas concretas
Se aplican a víctimas con problemas para recibir los auxilios normales.

#### Bebés (menores de 1 año)
Los bebés (niños de tamaño muy pequeño, normalmente los menores de 1 año) requieren adaptaciones de las mismas maniobras anti-atragantamiento. Aunque, en niños que ya son suficientemente grandes no se usan las maniobras para bebés, sino las maniobras anti-atragantamiento normales de alguna manera acorde al menor tamaño de sus cuerpos. Y en bebés inconscientes se emplean las maniobras anti-atragantamiento para bebés inconscientes.
Los primeros auxilios para bebés conscientes alternan la maniobra de palmadas en la espalda con la de compresiones torácicas anti-atragantamiento, pero adaptadas así:
1. Primero se intenta la maniobra de palmadas, que consiste en dar palmadas en la espalda del bebé. La recomendación es darlas estando el bebé un poco inclinado cabeza abajo. Existen varias maneras de lograrlo:
  - Izquierda: 'Palmadas en la espalda para bebés', el bebé recibe las palmadas estando ligeramente inclinado hacia abajo, cuidadosamente sostenido, y con una mano alrededor de la cara (leer texto a la izquierda).

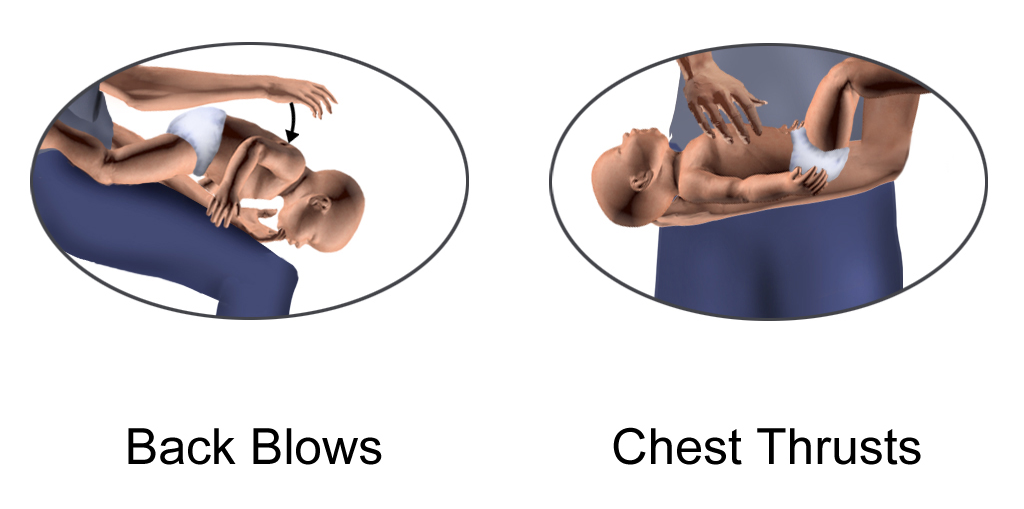
Izquierda: 'Palmadas en la espalda para bebés', el bebé recibe las palmadas estando ligeramente inclinado hacia abajo, cuidadosamente sostenido, y con una mano alrededor de la cara (leer texto a la izquierda).
Derecha: 'Compresiones torácicas anti-atragantamiento para bebés', presionando con dos dedos en la mitad de abajo del centro del pecho (leer texto más abajo).

Derecha: 'Compresiones torácicas anti-atragantamiento para bebés', presionando con dos dedos en la mitad de abajo del centro del pecho (leer texto más abajo).En la más retratada: el rescatador se sienta con el bebé en un asiento, estira sus propios muslos y los junta. Entonces sostiene al bebé a lo largo de su antebrazo, utilizando la mano de ese mismo antebrazo para sujetar la cabeza (agarrándola aproximadamente alrededor de la cara para que la cabeza se mantenga en una posición normal, no inclinando el cuello, sino mirando hacia delante de él, lo cual es necesario en bebés). Tras ello, apoya sobre sus propios muslos a su antebrazo con el bebé, y desde esa posición, es posible ir inclinando al bebé un poco hacia abajo y darle las palmadas.
  - Como alternativa fácil: el rescatador puede sentarse con el bebé en una cama, un sofá o en el suelo, y apoyarlo en su regazo, para inclinarlo desde allí hacia un lado, un poco cabeza abajo. La cabeza del bebé debe mantenerse en una posición normal, mirando hacia delante de él, no girando ni estirando el cuello. Siempre conviene que su pecho esté sujeto o apoyado contra algo (como la mano del rescatador). Entonces el rescatador le daría las palmadas.
  - Si el rescatador no puede sentarse: un rescatador físicamente incapaz de sentarse también puede inclinar al bebé hacia abajo, pero conviene que sea a baja altura y sobre alguna superficie blanda. La manera de sostenerlo es como la primera: el rescatador pondría al bebé a lo largo de su antebrazo y sujetaría con cuidado su cabeza con la mano de ese mismo antebrazo (agarrándola aproximadamente alrededor de la cara, intentando así que su cabeza se mantenga en posición normal, mirando hacia delante de él, no girando ni estirando el cuello). Luego el rescatador inclinaría así al cuerpo del bebé un poco hacia abajo. Y, con el bebé inclinado, el rescatador le daría las palmadas. En el caso de que los rescatadores no puedan hacer todo eso (como rescatadores con discapacidades y otros), aún pueden ïntentar dar las palmadas normales, sujetando el pecho del bebé con una mano, curvando su cuerpo y dándole palmadas firmes en la espalda con la otra mano.
2. Tras las palmadas, se intenta la maniobra de compresiones. La recomendación es no hacer compresiones abdominales en bebés (menores de 1 año) para evitar causarles daños, sino compresiones torácicas anti-atragantamiento. Éstas se hacen con el bebé tumbado boca arriba sobre una superficie (que puede ser los muslos, el regazo o el antebrazo del rescatador) y presionando, con sólo dos dedos, en la mitad inferior de su esternón: el hueso que recorre el centro del pecho desde el cuello hasta el vientre (es decir, presionando en el centro del pecho, en su mitad más cercana al vientre).
3. Para mayor efectividad, se recomienda alternar series de varias palmadas con series de varias compresiones de esos mismos tipos (a modo de orientación, se dan 5 de cada maniobra antes de cambiar a la otra maniobra, en turnos continuos).

Si el atragantamiento no se está solucionando, alguien tiene que llamar a los servicios médicos de emergencia (hay una lista de números de teléfono de emergencias aquí), pero estas técnicas de primeros auxilios deben continuar por si acaso funcionan.
El bebé puede perder la consciencia después de un tiempo (leer debajo) y necesitar una “reanimación cardiopulmonar anti-atragantamiento para bebés”.  

##### Cuando el bebé queda inconsciente
Si el atragantamiento no se soluciona y el bebé queda inconsciente:  
- Llamar inmediatamente a los servicios médicos de emergencia si aún no los han llamado (hay una lista de números de teléfono de emergencias aquí).
- Poner al bebé horizontal y boca arriba en alguna superficie suficientemente firme (es posible extender algo sobre el suelo y tumbarlo encima). Su rostro debe quedar en posición normal, mirando recto hacia delante de él (porque, en los bebés, el paso a la tráquea se cierra mientras su cabeza esté demasiado inclinada hacia atrás).
- Si hay algún aparato anti-atragantamiento cerca: pedirlo (a veces hay en sitios públicos) e intentar utilizar el aparato anti-atragantamiento en el bebé inconsciente (el pequeño tamaño del bebé puede causar dificultades). La obstrucción podría saltar y quedar en algún rincón de su boca, lo que requiere sacarla de allí con los dedos (la cabeza y el cuerpo del bebé pueden ser echados hacia un lado para facilitar esa tarea). Si el bebé no respira después de eso, necesitará una reanimación cardiopulmonar (RCP) normal para bebés: tal como la descrita aquí abajo, pero sólo haciendo las 30 compresiones alternadas con 2 ventilaciones.
- Conviene[13]que alguien pida un aparato desfibrilador (DEA o DESA, AED en inglés) en el entorno, pues son muy comunes en la actualidad, por si acaso es necesario (leer más abajo).
- Hacer al bebé una reanimación cardiopulmonar (RCP) anti-atragantamiento para bebés (descrita a continuación).

La reanimación cardiopulmonar (RCP) anti-atragantamiento para bebés (menores de 1 año) alterna series de compresiones torácicas y turnos de ventilaciones, así:  
- Compresiones torácicas: El rescatador se pone a un lado del bebé, y, con sólo dos dedos, le realiza 30 compresiones, a una velocidad de casi 2 veces por segundo, en la mitad inferior de su esternón: el hueso que recorre el centro del pecho desde el cuello hasta el vientre (es decir: presiona en el centro del pecho, en su mitad más cercana al vientre).
- Intento de extracción: Tras las compresiones, el rescatador hace un intento de extraer el objeto que el bebé tiene atascado. La cabeza del bebé siempre se mantendrá en posición normal, mirando recto hacia delante de él, porque la vía respiratoria de los bebés se cierra cuando su cabeza está demasiado inclinada (lo cual apretaría a un objeto situado allí), pero el rescatador puede inclinar momentáneamente la cabeza del bebé si lo considera oportuno. En cualquier caso, el rescatador buscará el objeto mirando en la boca abierta del bebé, y, si lo ve, intentará sacarlo (suelen aconsejar barrerlo desde la boca hacia fuera con un dedo, para evitar hundirlo más). No hay que confundir al objeto con la epiglotis (una lengüeta cartilaginosa que sobresale desde la garganta). También es posible intentar extraerlo sin verlo, atrapándolo cuidadosamente: sea con los dedos o utilizando un palillo de dientes (quizás, pues casi cualquier otra herramienta sería demasiado ancha para un bebé), aunque los protocolos actuales no recomiendan intentar extraer un objeto que no sea visible, por el riesgo de hundirlo más adentro por accidente, además de que las compresiones de la reanimación podrían ir moviéndolo hacia fuera por sí mismas (a veces, según sea el caso). Sin embargo, si el rescatador ya sabe que el bebé se ha atragantado con una bolsa de plástico o algo similar, no hay inconveniente para que intente sacársela directamente (porque no hay riesgo de hundirla mucho más con los dedos, y un tacto cuidadoso permite notar si está en la garganta o no). En cualquier caso, si el rescatador intenta algún tipo de extracción, y ésta dura demasiado tiempo, puede ser necesario intercalar alguna compresión torácica más, sin obstruir la extracción. Y, tanto si el rescatador extrae el objeto en esta fase como si no, este proceso de reanimación anti-atragantamiento debe pasar a la siguiente fase y continuar hasta que el bebé vuelva a respirar correctamente por sí mismo.
- Primer turno de ventilación: A continuación, el rescatador hace una ventilación, cubriendo con su boca la boca y la nariz del bebé a la vez, y soplándole aire dentro así una vez. Normalmente, esta ventilación fallará mientras el objeto siga atascado, pero el rescatador tiene que continuar con el siguiente paso. Si, durante toda la reanimación, alguna ventilación llegase a los pulmones, el pecho del bebé se hincharía hacia arriba. Cuando eso ocurra, es porque el objeto atascado se ha movido, aunque no es visible en qué posición está, así que, en las siguientes ventilaciones que vengan luego, puede ser conveniente soplar suave para no moverlo hasta otra posición en la que bloquee otra vez, y, si esas ventilaciones suaves no entran, hacer las siguientes con más fuerza. En cualquier caso, el cuerpo de un bebé es delicado, y, cuando no hay un objeto que tapone, es poca la fuerza necesaria para inflar sus pulmones soplando. El color de la cara del bebé mejora después de varias ventilaciones exitosas.
- Reclinación, vuelta a la posición normal y segundo turno de ventilación: Tras la ventilación anterior, es posible reclinar la cabeza del bebé (un poco, hacia atrás o adelante) por si ese movimiento pudiese abrir alguna entrada para el aire, aunque su cabeza siempre debe volver a quedar en una posición aproximadamente normal, con su rostro mirando recto hacia delante de él. El rescatador hace entonces una segunda ventilación.
Después, el rescatador vuelve a empezar todo este ciclo de reanimación cardiopulmonar desde el principio (la serie de 30 compresiones), repitiéndolo continuamente hasta que el bebé respire por sí mismo con normalidad, o el objeto sea extraído pero el bebé no respire porque no pueda recuperarse de un paro cardíaco y haya que utilizar un desfibrilador para ello (leer debajo). La respiración normal puede ser comprobada escuchándola con una oreja sobre su boca y mirando a la vez si su pecho se levanta por el aire respirado. Otro método de comprobar el estado del bebé es percibir sus latidos en uno de los dos lados del cuello, cerca de la cabeza, o en una de las muñecas, debajo del pulgar.

Desfibrilación: Adicionalmente, el bebé puede entrar en paro cardíaco en cualquier momento y por diversas causas, quedando igualmente incapaz de respirar. Por ello, conviene pedir un aparato desfibrilador (DEA o DESA, AED en inglés), y, después de haber extraído el objeto atascado (si es que eso sucede, y sólo en ese caso), es posible utilizar el desfibrilador para intentar una desfibrilación, por si eso soluciona el paro cardíaco. Los desfibriladores son fáciles de usar, pues emiten sus instrucciones con mensajes de voz. Un cable del desfibrilador se adhiere al pecho del bebé y el otro cable a la espalda.

#### Víctimas con problemas en el vientre (como embarazadas o demasiado obesos)

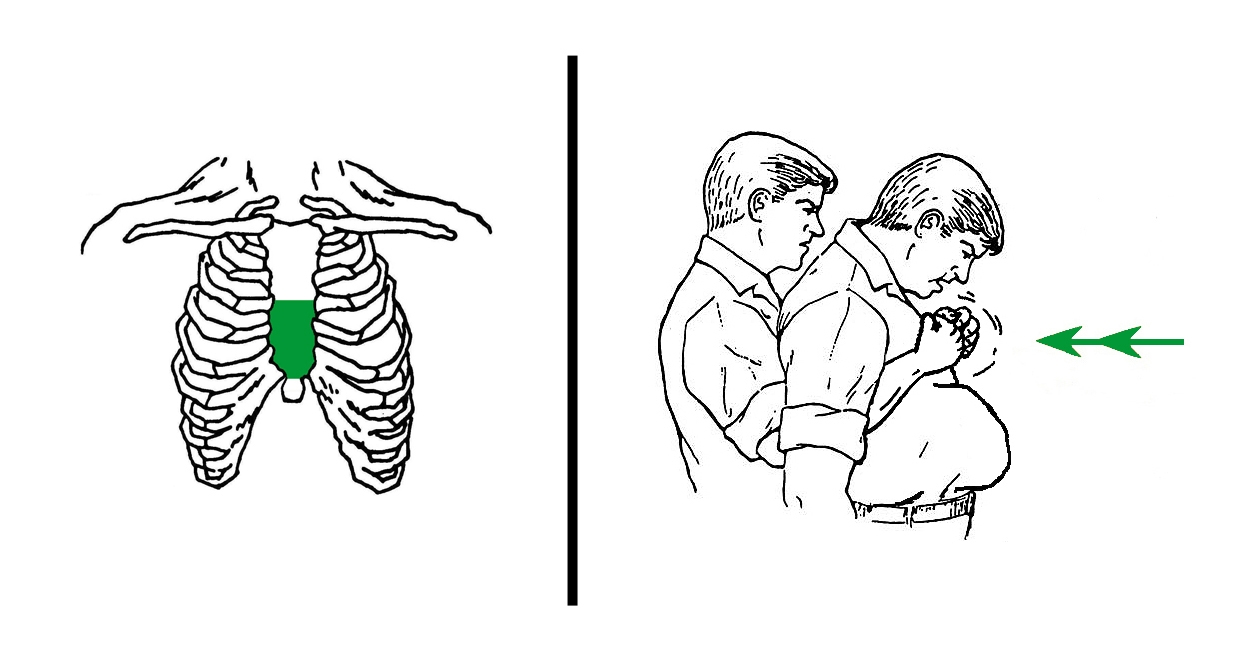
"Compresiones torácicas anti-atragantamiento": Utilícelas en vez de las compresiones abdominales si la víctima no puede recibir presión en el vientre. Abrace al pecho de la víctima desde atrás. Entonces cierre una mano, envuélvala con la otra mano, y aplique con ambas fuertes compresiones, hacia dentro, en la mitad inferior del centro de su pecho (es decir: en la mitad inferior del esternón, pero no en su punta final), intentando no clavarle los nudillos de manera demasiado dolorosa.

Hay víctimas de atragantamiento que no pueden recibir presión en su vientre, lo que requiere modificar los primeros auxilios.
Esas víctimas son principalmente: las personas con lesiones graves en el abdomen, las embarazadas y la gente excesivamente obesa (con un tamaño de barriga que no pueda ser manejado). Aunque en el caso de una víctima obesa, si el rescatador es capaz de manejar su tamaño, puede aplicarle los primeros auxilios normales contra el atragantamiento.
Cuando la víctima no puede recibir adecuadamente presión en su vientre, hay un cambio en los primeros auxilios: éstos empiezan por animar a la víctima a toser libremente y con fuerza, y continúan por la maniobra de palmadas en la espalda (ver el dibujo abajo), pero si el atragantamiento sigue, hay que alternarlas con compresiones torácicas anti-atragantamiento (no compresiones abdominales), rotando las palmadas y las compresiones torácicas por turnos de aproximadamente 5 veces cada una, tal como aparece en los dos dibujos de abajo. En las compresiones torácicas anti-atragantamiento, el puño es colocado en la mitad inferior del centro del pecho y no en el vientre. Como referencia orientativa, cuando la víctima es una mujer, la zona de compresión quedará normalmente por encima del nivel de los pechos. 
Si el atragantamiento no se soluciona, hay que llamar a los servicios médicos de emergencia (hay una lista de números de teléfono de emergencias aquí), aunque estas técnicas de primeros auxilios deben continuar por si acaso funcionan. No conviene entrar en pánico.
Si la víctima queda inconsciente, es necesario hacerle una reanimación cardiopulmonar anti-atragantamiento (descrita más arriba).

Como una manera de prevención, es conveniente poner cerca algún aparato anti-atragantamiento donde haya alguna persona con problemas en el vientre.

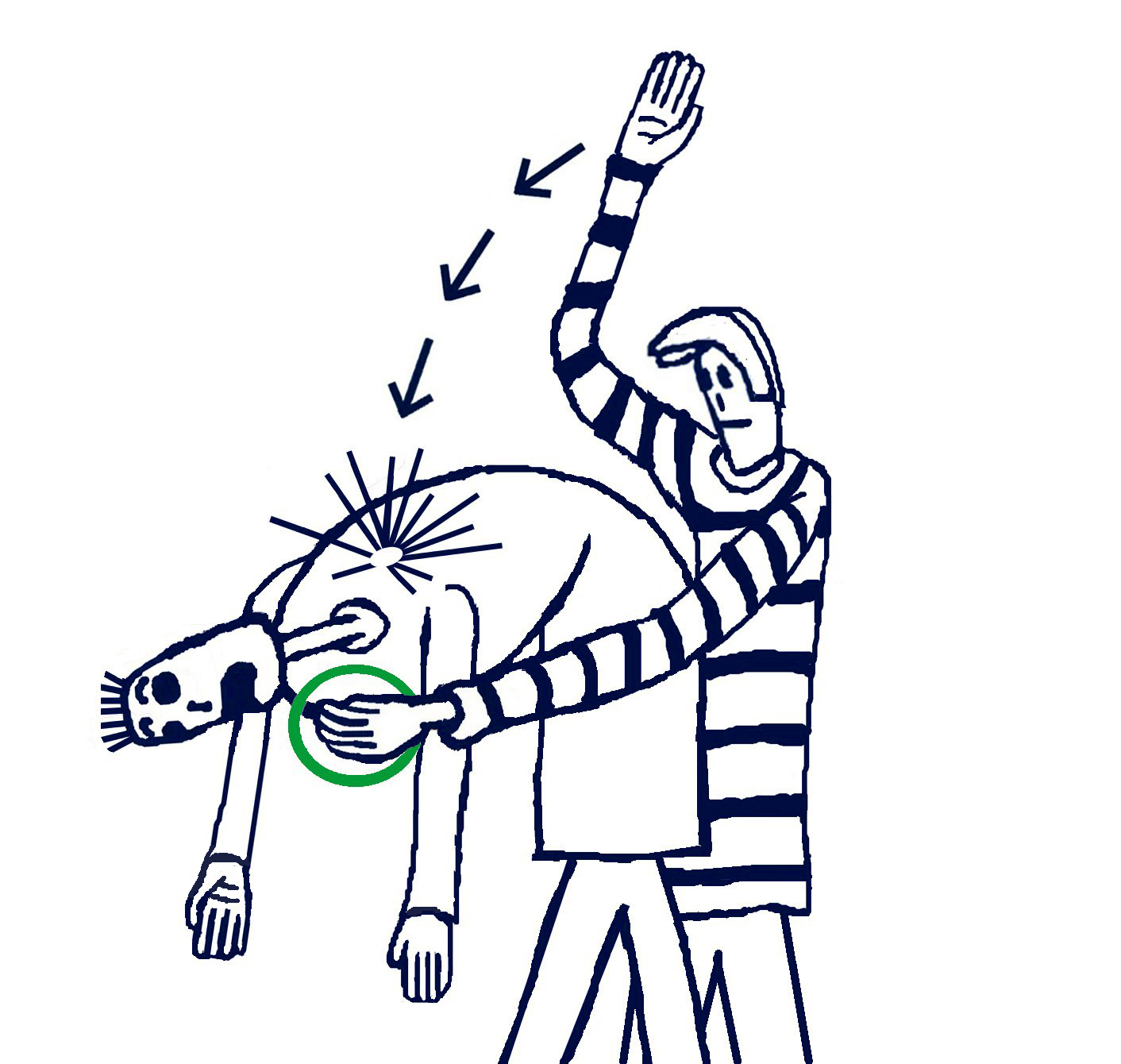
"Palmadas en la espalda": Lo mismo que en víctimas normales. Sostenga el pecho de la víctima con la mano que no va a dar palmadas (para mejorar la efectividad) e incline a la víctima hacia abajo todo lo posible. Entonces dé palmadas firmes con la otra mano.

#### Discapacitados en silla de ruedas
Los primeros auxilios para víctimas de atragantamiento en silla de ruedas son parecidos a los de las demás víctimas, la diferencia está en aplicarles las maniobras directamente en la silla de ruedas.
Lo primero sería intentar que la víctima tosa libremente y con fuerza. Si no puede, comenzarán las maniobras. 
Las palmadas en la espalda pueden usarse tras sostener el centro del pecho de la víctima con una mano y encorvar mucho su espalda hacia delante, todo lo posible, intentando que la cabeza quede por debajo del nivel de su tórax, pero sin torcer demasiado el cuello.
También es posible realizar maniobras de compresiones. En las compresiones abdominales (maniobra de Heimlich), el rescatador debe situarse detrás de la silla de ruedas. Entonces el rescatador se cierne sobre la víctima por encima del respaldo de la silla de ruedas y abraza su abdomen por detrás. Si hay dificultades para lograr eso, el rescatador puede ponerse más abajo y abarcar el respaldo de la silla en el mismo abrazo con el que agarra a la víctima. Y, si el problema se debe a estar en un espacio estrecho que no puede ser ensanchado, es posible intentar la maniobra tras rotar a la víctima sobre el asiento de la silla. Después, el rescatador hace las compresiones, presionando con sus manos repentinamente hacia dentro y arriba, en la zona del vientre de la víctima que queda entre el ombligo y el pecho. Si la víctima no puede recibir adecuadamente presión en el vientre (es el caso de los lesionados gravemente ahí, las embarazadas y los que sean demasiado obesos para eso), las compresiones abdominales son sustituidas por las compresiones torácicas anti-atragantamiento. Éstas también se realizan desde detrás de la víctima sentada, pero presionando repentinamente hacia dentro en la mitad inferior de su esternón: el hueso que recorre el centro del pecho desde el cuello hasta el vientre (es decir: presionando en el centro del pecho, en su mitad más cercana al vientre). Cuando no hay espacio y es imposible ensancharlo, es posible intentar las compresiones tras rotar a la víctima sobre el asiento de la silla.
Está recomendado alternar series de palmadas y de compresiones para que el efecto sea mayor, igual que en otros casos.
Cuando el atragantamiento no se soluciona, alguien tiene que llamar a los servicios médicos de emergencia (hay una lista de números de teléfono de emergencias aquí), pero estos primeros auxilios deben continuar por si acaso funcionan.
Cuando una víctima de atragantamiento en silla de ruedas queda inconsciente, hay que aplicarle una reanimación cardiopulmonar (RCP) anti-atragantamiento. Ésta es la misma que la usada en otras víctimas de atragantamiento, aunque es posible destacar que la víctima tiene que ser sacada de esa silla de ruedas y luego tumbarla boca arriba en una superficie suficientemente firme (de manera ideal, extender una capa lisa de algo sobre el suelo y tumbarla encima). Después habría que hacerle a la víctima la reanimación cardiopulmonar anti-atragantamiento (descrita más arriba).
Como manera de prevención, es conveniente evitar poner en sitios estrechos a las personas discapacitadas durante las comidas. El colocarlas en espacios más abiertos facilita que los rescatadores tengan acceso a ellas si hay problemas. Además, es útil tener cerca algún aparato anti-atragantamiento cuando hay cerca alguna persona discapacitada.

#### Tumbados en la cama e incapaces de sentarse en ella
El atragantamiento sucede raramente cuando la víctima está tumbada en la cama, pero consciente e incapaz de pasar a sentarse (por discapacidad o lesión). En tal caso, los primeros auxilios son lo mismo, pero después de poner a la víctima sentada en el borde de la cama.
En cualquier caso, antes conviene animar a la víctima a que tosa libremente y con fuerza para que expulse el objeto, lo cual haría mejor volviéndose hacia un lado. Si toser le resulta complicado o no puede hacerlo, habrá que sentarla en el borde de la cama, sea para facilitar la tos, o para aplicarle las maniobras anti-atragantamiento (esto último en caso de que no pueda toser).
Para ponerla sentada en el borde, el rescatador agarrará a la víctima por las piernas (desde detrás de las rodillas, o por las pantorrillas o tobillos) y las girará hacia un lado hasta que sobresalgan por fuera de la cama. Luego, el rescatador pondrá a la víctima sentada en el borde tirando de los hombros o de los brazos (sujetando los antebrazos o las muñecas). Entonces es posible hacerle desde atrás las maniobras anti-atragantamiento: alternando series de palmadas en la espalda (sosteniendo el centro de su pecho con una mano y encorvando todo lo posible su espalda) y series de compresiones abdominales (presionando bruscamente, en dirección hacia dentro y arriba, en la zona del vientre de la víctima que queda entre el ombligo y el pecho). Si la víctima no puede recibir adecuadamente compresiones abdominales (como los lesionados gravemente ahí, las embarazadas y los que sean demasiado obesos para ello), esas compresiones deben sustituirse por compresiones torácicas anti-atragantamiento,las cuales presionan en la mitad inferior del esternón: el hueso que recorre el centro del pecho desde el cuello hasta el vientre (es decir: estando situado detrás de la víctima, hacerle presiones repentinas hacia dentro en el centro del pecho, en su mitad más cercana al vientre).
En caso de que un rescatador haya sido totalmente incapaz de sentar a la víctima, es posible hacer las compresiones torácicas de frente, mientras la víctima está tumbada (aunque así serían menos efectivas). Para ello, el rescatador pondrá una mano sobre la otra y hará fuertes presiones con ambas hacia abajo en la mitad inferior del esternón: el hueso que recorre el centro del pecho desde el cuello hasta el vientre (es decir: le haría presiones repentinas en el centro del pecho, en su mitad más cercana al vientre). Si no, también es posible intentar compresiones abdominales hacia abajo y hacia delante sobre la zona del vientre que queda entre el ombligo y el pecho. 
Cuando el atragantamiento no se resuelve, alguien tiene que llamar a los servicios médicos de emergencia (hay una lista de números de teléfono de emergencias aquí), pero estos primeros auxilios deben continuar por si acaso funcionan. 
Si una víctima de atragantamiento en la cama ha quedado inconsciente, hay que hacerle a la víctima una reanimación cardiopulmonar anti-atragantamiento, que es la misma que en otros casos de atragantamiento (descrita más arriba).
Como manera de prevención, conviene sentarse antes de comer, pues el comer tumbado en la cama aumenta enormemente las posibilidades de atragantarse. Y, en los casos de discapacidad en general, conviene tener cerca algún aparato anti-atragantamiento.

#### Tumbados en el suelo e incapaces de sentarse en él
En casos muy raros, la víctima de atragantamiento estará tumbada en el suelo y consciente, pero con algún problema que haga imposible el sentase e incluso que se mantenga de pie. En ese caso, el método es igual, pero después de poner a la víctima sentada en el suelo.
Antes de eso, conviene animar a la víctima a que tosa libremente y con fuerza, lo cual podría hacer mejor volviéndose hacia un lado. Si toser le resulta muy complejo o no puede hacerlo, el rescatador la pondrá sentada para que tosa mejor o para aplicarle las maniobras anti-atragantamiento (esto último cuando no puede toser).
El rescatador la sentará en el suelo tirando de los hombros o de los brazos (agarrándolos por los antebrazos o las muñecas). Con la víctima ya sentada así, el rescatador se sentará detrás para hacer las maniobras anti-atragantamiento, que serían: palmadas en la espalda (sosteniendo el centro del pecho y encorvándola todo lo posible) y compresiones abdominales (presionando con fuerza hacia dentro y arriba, en la zona del vientre que queda entre el ombligo y el pecho). Si la víctima no puede recibir adecuadamente compresiones abdominales (como los lesionados gravemente ahí, las embarazadas y los que sean demasiado obesos para ello), esas compresiones se sustituyen por compresiones torácicas anti-atragantamiento, las cuales presionan en el esternón: el hueso que recorre el centro del pecho desde el cuello hasta el vientre (es decir: estando detrás de la víctima, hacerle presiones repentinas hacia dentro en el centro del pecho, en su mitad más cercana al vientre).
En algunas situaciones difíciles, a un rescatador le es imposible sentar a la víctima. Entonces el rescatador puede intentar alguna de las maniobras de compresiones frontalmente sobre la víctima tumbada (aunque así serían menos efectivas). Desde esa posición, pondrá una mano sobre la otra y hará fuertes presiones con ambas hacia abajo en la mitad inferior del esternón: el hueso que recorre el centro del pecho desde el cuello hasta el vientre (es decir: le haría presiones repentinas en el centro del pecho, en su mitad más cercana al vientre). O, si no, podrá hacerle las presiones en el vientre (entre el ombligo y el pecho) en dirección hacia abajo y hacia delante.
Cuando el atragantamiento no se resuelva, alguien tiene que llamar a los servicios médicos de emergencia (hay una lista de números de teléfono de emergencias aquí), aunque estos primeros auxilios deben continuar por si acaso funcionan. 
Si la víctima ha quedado inconsciente, necesita una reanimación cardiopulmonar anti-atragantamiento, la cual es la misma que en otras situaciones de atragantamiento (descrita más arriba).
Como manera de prevención, habiendo alguna discapacidad en general, conviene tener cerca algún aparato anti-atragantamiento.

### Automaniobras: primeros auxilios para uno mismo
En caso de ser uno mismo el que sufra un atragantamiento estando solo, una de las mejores opciones, y de las más realistas, es la de haber puesto cerca algún aparato anti-atragantamiento y utilizarlo. Pero, cuando esos aparatos contra el atragantamiento no están disponibles, también es posible intentar aplicarse algunas de las maniobras de primeros auxilios sobre uno mismo (auto-maniobras).
La manera más recomendada es hacerse compresiones abdominales a uno mismo dirigiendo el vientre sobre algún borde, principalmente el respaldo de una silla, aunque también puede valer el de un sofá, una barandilla, etc., y entonces hacerse presiones bruscas en el vientre contra ese borde, en dirección hacia dentro-arriba. Conviene poner un puño o dos puños entre el borde elegido y el vientre para aumentar la presión y facilitar la maniobra (dependiendo de cómo sea la situación). Por otra parte, es posible intentar caer sobre el borde con el vientre, también buscando aumentar la presión. Otra variante de ese método consiste en utilizar un objeto suficientemente apropiado, si es que lo hay, para presionarse en el vientre, en dirección hacia dentro-arriba.
Las compresiones abdominales con las manos (maniobra de Heimlich) también pueden ser aplicadas por uno mismo sobre sí mismo. Para ello, hay que cerrar una mano, rodearla con la otra y colocarlas en la zona del vientre que queda entre el pecho y el ombligo. Entonces, tras doblar el cuerpo hacia delante, hacerse compresiones bruscas con las manos en esa posición, en dirección hacia dentro-arriba. Estas compresiones pueden perder efectividad cuando uno se las hace a sí mismo en vez de a otra persona, aunque hay algún estudio que considera que funcionan de manera similar.
Si algún problema en el abdomen le impide a uno presionarse su propio vientre (embarazo, una barriga de excesivo tamaño, lesiones graves u otros), es posible intentar cambiar las compresiones abdominales por las compresiones torácicas anti-atragantamiento, aunque será más difícil. Para realizar las compresiones torácicas anti-atragantamiento, hay que inclinarse hacia delante, cerrar una mano, rodearla con la otra y hacerse compresiones con ambas, bruscamente y hacia dentro, en el centro del pecho, aproximadamente en su mitad inferior (eso presiona en la mitad inferior del esternón, el hueso vertical del pecho). Conviene mantener mientras el pecho relajado, para así recibir mejor las compresiones. También es posible intentar hacer esas compresiones presionando en el mismo punto con un objeto apropiado, siendo igualmente conveniente en ese caso el recibir la presión con el pecho relajado.
La maniobra de las palmadas en la espalda es a veces la mejor para desplazar los objetos atascados, pero es casi imposible aplicarla correctamente sobre uno mismo. Sólo es posible intentar algún sustitutivo de las palmadas para complementar la maniobra de las compresiones correspondiente. Lo más parecido a las palmadas (aunque menos efectivo) es inclinarse hacia delante y golpearse en el pecho utilizando la palma o el talón de la mano, o la muñeca. También es posible realizarse alguna presión en el cuello y agitarlo con la mano (con algo de cuidado, puesto que es una zona delicada), siendo posible que esos movimientos aporten alguna ayuda cuando el objeto esté atascado en la zona del cuello (lo cual es bastante probable, pero puede ser imposible de saber).
A veces toser simplemente funciona para despejar la obstrucción.
Un método alternativo para situaciones desesperadas, que está en investigación y es considerado como prometedor, se basa en colocarse prácticamente cabeza abajo. Para lograr esa posición, es posible apoyar las manos en el suelo y subir las rodillas hasta algún asiento cercano (una cama, un sillón, un sofá, etc.). Es posible entonces añadir movimientos arriba y abajo.

### Aparatos anti-atragantamiento y su uso
En la actualidad existen ciertos aparatos capaces de solucionar un atragantamiento.
Modo de uso:
Su uso es bastante directo. Suelen tener algún tipo de mascarilla que debe quedar apretada en la cara de la víctima para que no entre aire y formar el vacío. Asimismo conviene informar a la víctima para que colabore e incline la cara hacia atrás.  
Para desatascar la obstrucción:
- Si el aparato es un desatascador (LifeVac): El rescatador reclinará hacia atrás la cabeza de la víctima o la tumbará. Luego cubrirá la nariz y la boca de la víctima con el lado del desatascador que tiene forma de mascarilla. Finalmente, mientras el rescatador mantiene sujeta con una mano la mascarilla contra la cara de la víctima, agarrará con la otra mano el extremo del mango, lo apretará hacia delante y tirará de él hacia atrás, como si fuese un desatascador.

- Si el aparato es una jeringa (Dechoker): El rescatador reclinará hacia atrás la cabeza de la víctima o la tumbará. Luego cubrirá la nariz y la boca de la víctima con el lado de la jeringa que tiene forma de mascarilla, dejando al tubo que sobresale encima de su lengua. Finalmente, mientras el rescatador mantiene sujeta con una mano la mascarilla contra la cara de la víctima, extenderá hacia atrás la jeringa con la otra mano, tirando del tope que hay en su extremo.

- Si el aparato es una barra (LifeWand): El rescatador reclinará hacia atrás la cabeza de la víctima y la sujetará por la nuca con una mano. Con la otra mano cubrirá con cuidado la nariz y la boca de la víctima con el lado de la barra que tiene forma de mascarilla y luego presionará la barra hacia delante (contra su cara).

Después de usar un aparato, el objeto atragantado salta, y en algunos casos puede quedar en la boca de la víctima, lo que requiere sacarlo de allí con los dedos (la cabeza y el cuerpo de la víctima pueden echarse hacia un lado para facilitar esa tarea). Si la víctima estaba inconsciente y no se recupera, requerirá una reanimación cardiopulmonar (RCP).
Historia y diseño:
Los primeros aparatos anti-atragantamiento fueron inventos primitivos que aparecieron en el siglo XX. Desde 2015, han sido desarrollados y puestos a la venta otros aparatos anti-atragantamiento más depurados.
El diseño de estos nuevos aparatos se basa en un efecto mecánico de hacer el vacío, por lo que no necesitan pilas ni corriente eléctrica. Normalmente presentan una mascarilla para ayudar a formar el vacío alrededor de la nariz y la boca del paciente. Los modelos vigentes de aparatos son bastante parecidos: una herramienta desatascadora (LifeVac), o una jeringa de vacío (jeringa hacia atrás) que mantiene la lengua en su sitio mediante un tubo que entra en la boca (Dechoker). Ambos han recibido certificaciones y su efectividad está probada en casos reales; varios de ellos han aparecido en medios de comunicación locales. Otros modelos mecánicos están en fase de desarrollo, tal es el caso de Lifewand (actualmente saliendo al mercado), que produce el vacío cuando es presionado contra la cara de la víctima, y del prototipo del doctor De Luca, que es mecánico pero utiliza un botón (éste nunca ha sido terminado y todavía recauda fondos). Los objetivos que quedan para el futuro en aparatos anti-atragantamiento son reducir más su tamaño para mejorar su portabilidad y desarrollar algún aparato que funcione específicamente en bebés (aunque en todos los descritos anteriormente ya existe algún modelo que funciona al menos en niños pequeños).
Ventajas:
Los aparatos anti-atragantamiento modernos tienen algunas ventajas sobre las técnicas manuales: su uso es bastante sencillo, son especialmente útiles en casos o pacientes difíciles (como discapacitados, ancianos, gente ya inconsciente o cuando la víctima es uno mismo), pueden ser colocados donde sean más necesarios (como lugares públicos y eventos), y, por último, alcanzan potencias de succión que no pueden ser igualadas por métodos manuales. En los peores casos de atragantamiento, ninguna técnica manual es capaz de expulsar el objeto atascado, siendo necesario el uso de uno de estos aparatos o alguna clase de cirugía. Para evitar problemas de esa categoría, los médicos recomiendan poner siempre algo de cuidado en el acto de comer. Es por ese mismo motivo el que esos aparatos suelan estar situados en lugares públicos o relevantes, quedando al alcance en caso de necesidad.

## Tratamiento avanzado
Existen varios tratamientos médicos avanzados para solucionar un atragantamiento. Algunos pueden ser complejos, incluyendo la extracción directa del objeto atascado visualizándolo con un laringoscopio o un broncoscopio. El uso de algún aparato anti-atragantamiento comercial, si es que está disponible cerca, puede ser una solución más brusca pero breve.
Cuando no ha habido manera alguna de extraer el objeto atascado, puede ser necesario realizar una intervención de emergencia llamada cricotirotomía, la cual consiste en seccionar una pequeña abertura en el cuello del paciente (entre el cartílago tiroides y el cartílago cricoides, hasta alcanzar la tráquea) e insertar allí un tubo, lo que permite introducir oxígeno a través de él, puenteando las vías aéreas superiores. Normalmente eso sólo lo hace alguien que conoce esa operación y tiene alguna habilidad quirúrgica, cuando el paciente está ya inconsciente.

## Prevención y educación contra el atragantamiento
El tiempo para reaccionar ante un atragantamiento es bastante breve, y el atragantamiento puede ser mortal en los peores casos. Por estos motivos, conviene prevenirlo, de tal manera que no llegue a suceder.

### Prevención fundamental

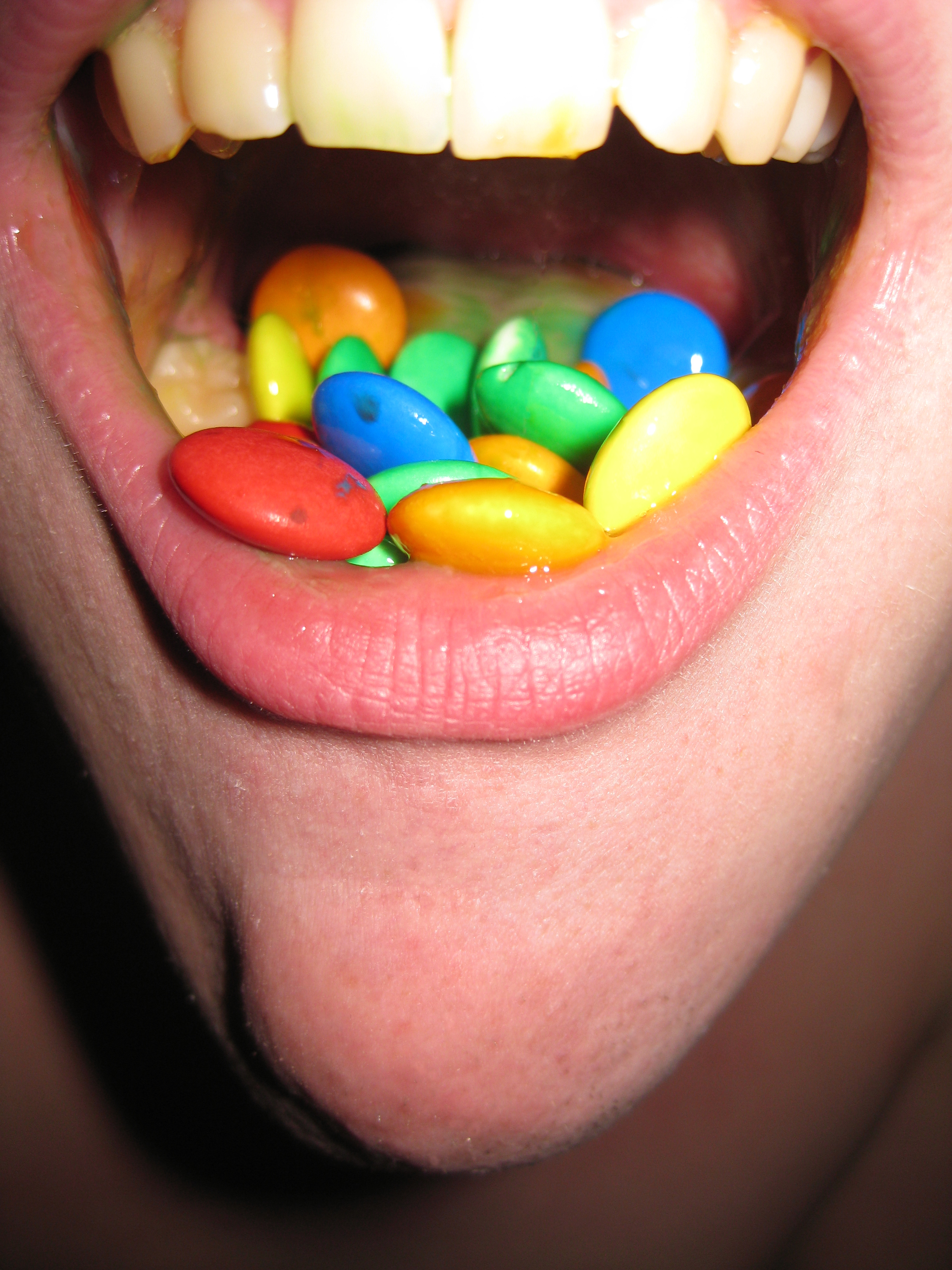
El atragantamiento puede ser prevenido siguiendo ciertas pautas y acostumbrándose a ellas (leer texto a la izquierda).

El atragantamiento suele suceder por tragar bocados demasiado grandes o demasiado abundantes, que han sido mal masticados. Este riesgo desaparece cuando uno se acostumbra a partir trozos de comida de tamaño moderado y a masticarlos completamente, sin tragarlos antes. Si un alimento puede ser masticado, debe ser masticado, sea del tipo que sea - incluso si es muy blando o gelatinoso (como las cremas para untar y los postres blandos).
Es útil tener a mano algún líquido para beberlo y que ayude a terminar de tragar (antes de que el atragantamiento haya sucedido y sea ya completo). Para tragar correctamente y sin atragantarse, es recomendable que el cuello esté en una posición normal, recta para el cuerpo de quien come, con la cabeza mirando hacia adelante y estando sentado o de pie (no tumbado ni demasiado reclinado).
La distracción incrementa el riesgo de atragantarse, por ejemplo, mientras uno ríe o está haciendo a la vez alguna actividad. Por lo mismo, el comer estando bajo los efectos del sopor (no completamente despierto) también incrementa el peligro de atragantarse. Igualmente, el peligro aumenta en el caso de estar bajo los efectos del alcohol, las drogas o algunos medicamentos que afectan a la percepción o la capacidad de reacción. El comer a puñados (suele pasar con alimentos como las palomitas -pop-corn-, frutos secos, etc.) requiere mayor cuidado masticando y no excederse en las cantidades que uno se meta en la boca, para así evitar riesgos de atragantamiento.

Conviene tener disponibles aparatos anti-atragantamiento en sitios públicos, eventos, zonas de riesgo y domicilios, para solucionar los casos de atragantamiento que sucedan.

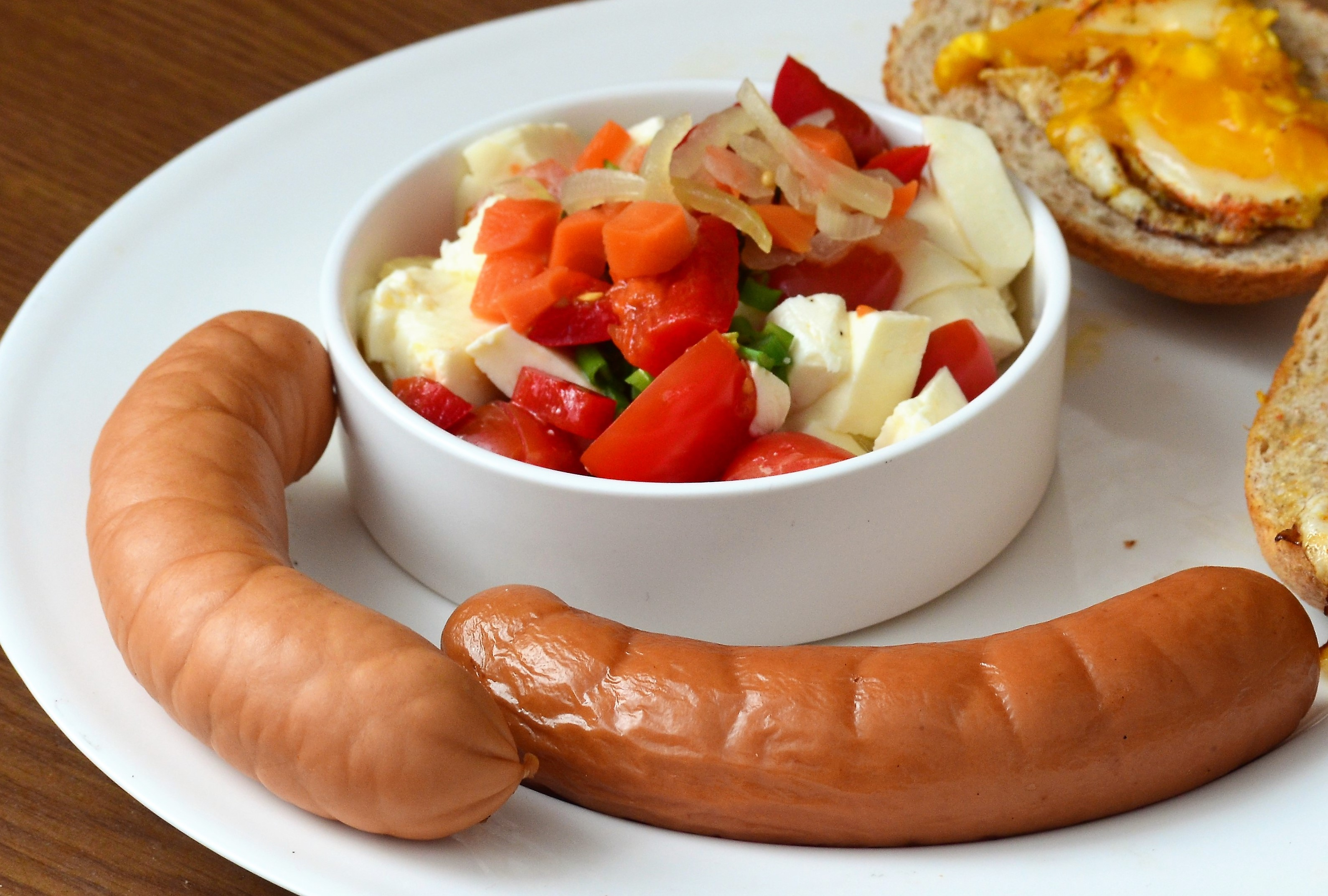
Los alimentos alargados están entre los peligrosos para el atragantamiento, por lo que pueden requerir partirlos en rodajas (leer texto a la izquierda).

### Alimentos peligrosos
Los alimentos que producen los atragantamientos más complicados y peligrosos son aquéllos cuya forma se adapta a la forma de la faringe o de la tráquea: salchichas y perritos calientes (hot dogs), plátanos y bananas, bloques de comida, grandes trozos de carne, etc. Así que conviene partirlos en trozos suficientemente pequeños.
Otros alimentos no producen atragantamientos tan peligrosos, pero atragantarse con ellos es más fácil. Entre ellos están los alimentos que secan la boca y los pastosos (carne demasiado hecha, bizcochos, pizza fría, etc.), los cuales requieren comerlos ayudándose de beber líquido, o ser acompañados de purés, salsas, etc. También es más fácil atragantarse con los alimentos correosos, difíciles de masticar (carne de pulpo, de sepia, de animales muy grandes, de algunos reptiles, etc.), por lo cual está recomendado no partirlos en trozos o rodajas demasiado grandes y prepararlos y cocinarlos de alguna manera concreta que los reblandezca, e incluso comerlos junto con otra cosa que los muela (pan de barra, etc.).

Las posibilidades de atragantarse aumentan comiendo a gran velocidad y con prisa por motivo de competiciones, concursos, juegos y celebraciones tradicionales (como fin de año, etc.).

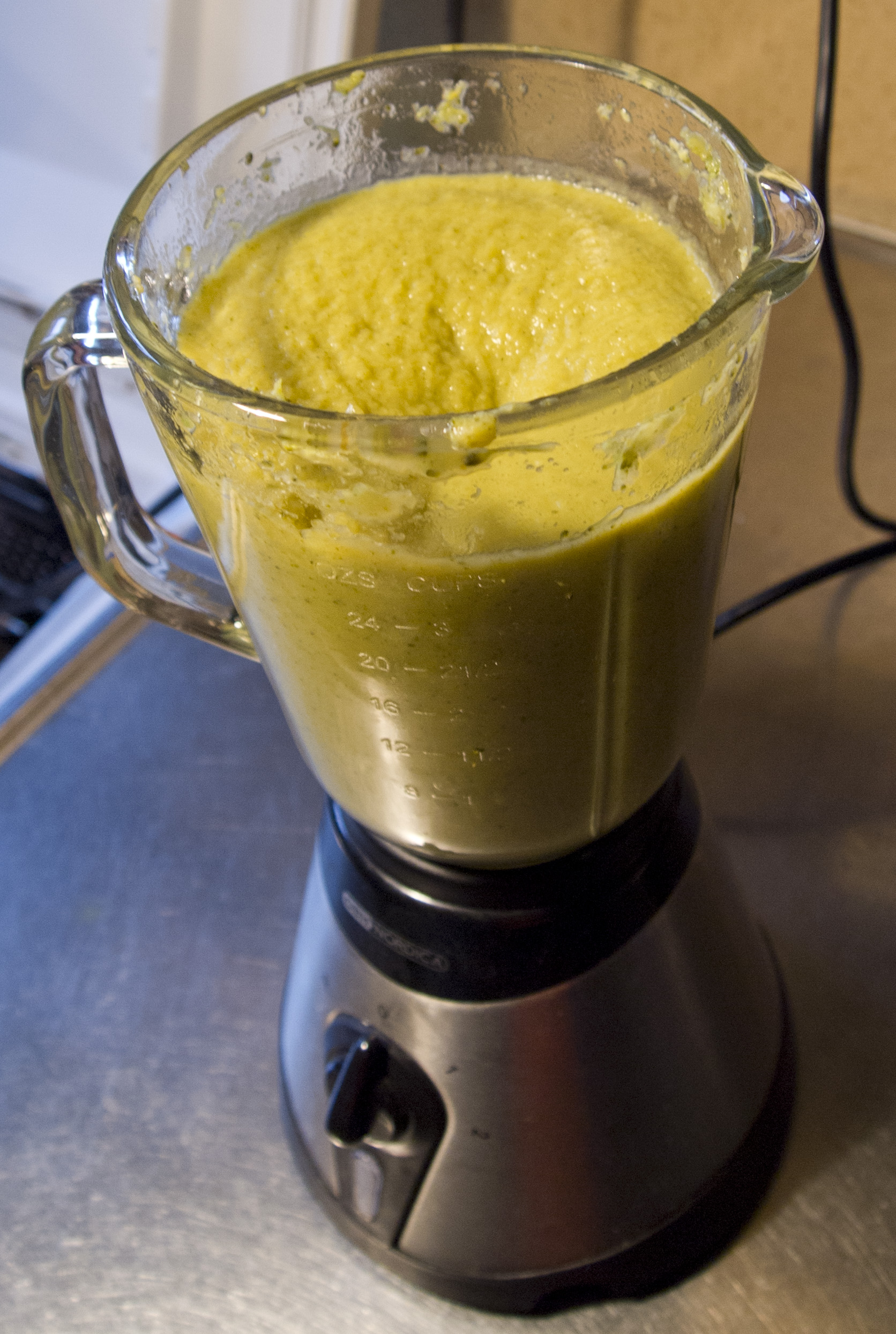
Ciertas personas requieren tomar la comida en purés (leer texto a la izquierda).

### Prevención en grupos de riesgo
Algunos grupos de la población tienen un mayor riesgo de atragantarse, como ancianos, niños pequeños, discapacitados físicos o mentales, personas bajo los efectos del alcohol o las drogas, personas que han tomado medicamentos que reducen demasiado la capacidad de salivar o reaccionar, enfermos que padecen dificultades para tragar (disfagia), suicidas, epilépticos, autistas, gente con diferentes problemas que llevan a ingerir objetos no comestibles, etc. Todas estas personas requieren ciertos cuidados para alimentarse, descritos a continuación:

Puede ser necesario el supervisar habitualmente cómo comen. Si son incapaces de masticar correctamente, su comida no puede tener alimentos duros ni correosos. Si tienen dificultades para realizar con normalidad el acto de comer, conviene no darles alimentos problemáticos, o dárselos partidos en trozos muy pequeños. En los casos de incapacidad extrema para comer con seguridad, la comida es suministrada batida en purés, e incluso mediante jeringas de alimentación que vierten un contenido líquido en la boca de los pacientes. Si el problema es que han tomado algún medicamento o sustancia que impide producir saliva con normalidad, no pueden tragar alimentos sólidos hasta volver a producirla.

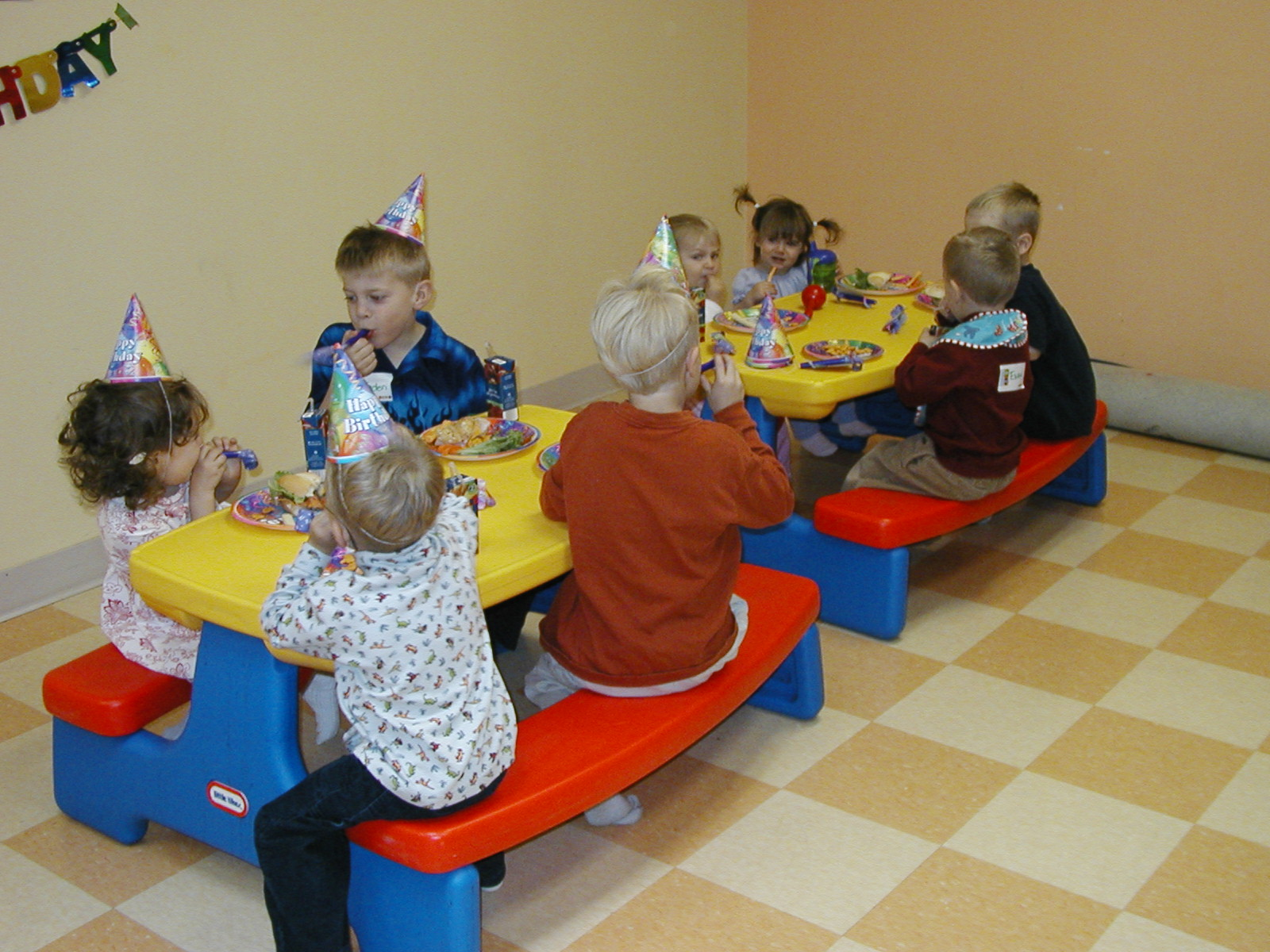
Prevenir el atragantamiento en niños requiere supervisión y ciertos cuidados (leer texto a la izquierda).

### Prevención en bebés y niños
Todos los niños pequeños requieren cuidados en el acto de comer. 
Su aprendizaje incluye que se acostumbren a masticar los alimentos de manera correcta y completa (prevención fundamental, ver detalles más arriba). La edad recomendada para empezar a introducir sólidos en su alimentación son los 6 meses de edad. Darles de comer mientras hacen otra actividad (cuando corren, juegan, se ríen, etc.) incrementa el riesgo de atragantamiento. 

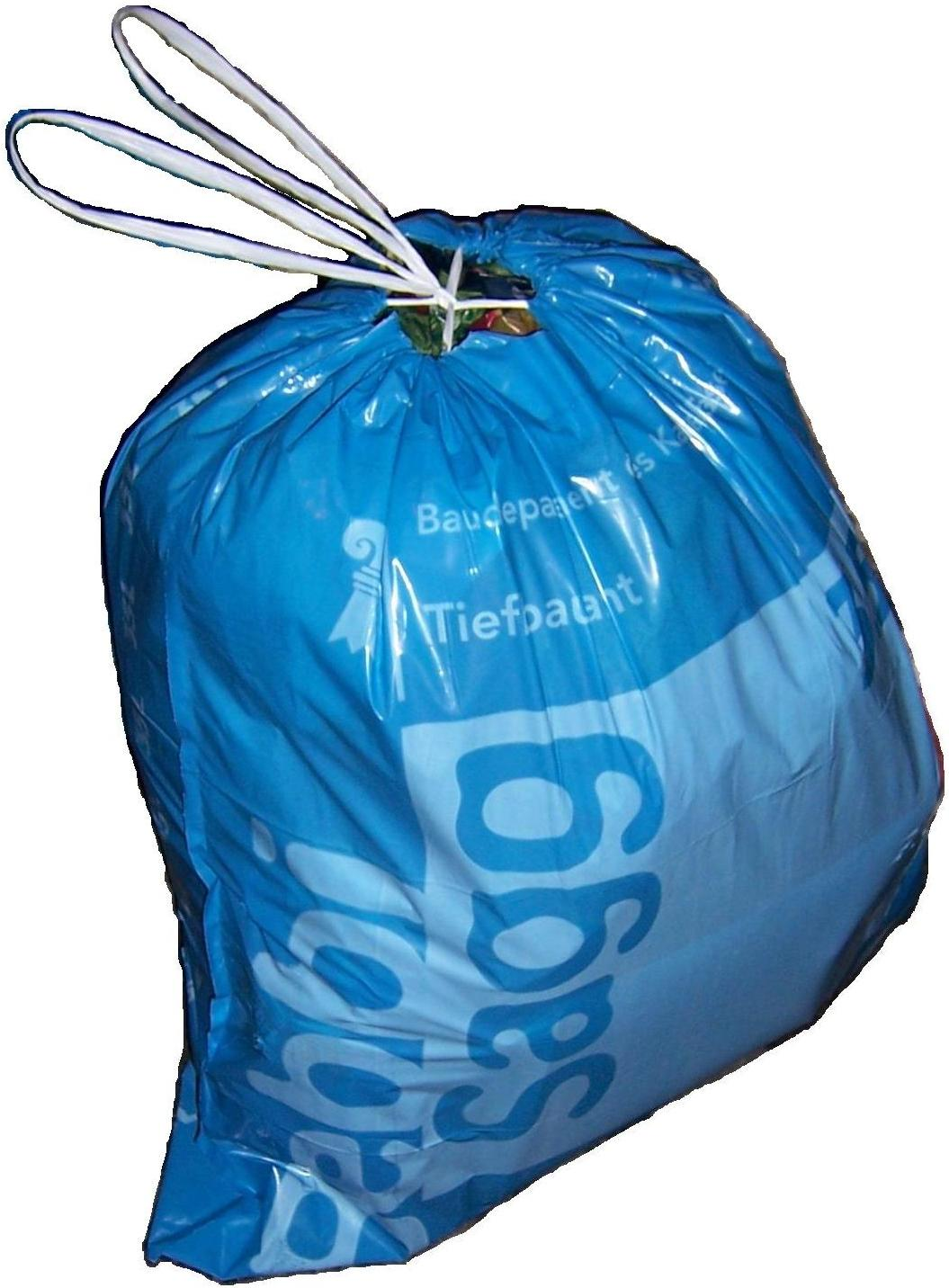
Los niños pequeños pueden atragantarse con cualquier bolsa de plástico o globo de plástico, como las bolsitas para pañales (leer texto a la izquierda).

Conviene no dar alimentos problemáticos a niños pequeños, o dárselos partidos en trozos suficientemente reducidos. En el caso de los alimentos alargados, normalmente les son partidos en rodajas, y, adicionalmente, a lo largo (pero siendo lo principal en muchos de ellos el partirlos en rodajas). Por ejemplo, si van a comer perritos calientes (hot-dogs), es normal dárselos con la salchicha partida en rodajas, o a lo largo y en rodajas. Igualmente, es normal partirles así otros alimentos alargados, como los plátanos y bananas, y cualquier otro que pueda serles peligroso para atragantarse, como los granos de uva, etc.
En general, los niños se atragantan más que los adultos.
Además, los niños suelen meterse en la boca objetos pequeños (globos deshinchados, preservativos, canicas, piezas pequeñas, botones, monedas, pilas de botón, etc.), con lo cual podrían terminar tragándoselos o atragantándose con ellos. Una de las obstrucciones más peligrosas sucede cuando los bebés y los niños pequeños se atragantan con globos deshinchados, preservativos o bolsas de plástico (como las bolsas para envolver los pañales sucios, que a veces son colocadas demasiado cerca de su alcance); las obstrucciones de ese tipo pueden requerir excepcionalmente ser extraídas con los dedos.
Para evitar que los niños pequeños se atraganten con cosas no comestibles, primero hay que tomar precauciones sobre su entorno, dejando fuera de su alcance los objetos peligrosos. Y después hay que mantenerlos supervisados, prestando suficiente atención a lo que hacen.
Cuando los niños reciben algún tipo de juguete con piezas pequeñas, pueden intentar comérselas, así que los juguetes y los juegos deberían indicar en su embalaje las edades para las que son seguros (lo cual no siempre sucede). Es necesario enseñar a los niños a no meterse cosas en la boca.

## Estadísticas

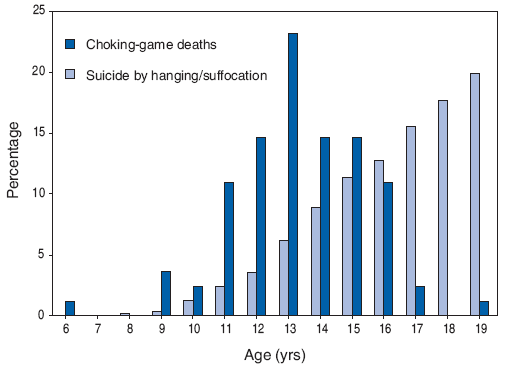
Comparación de accidentes por atragantamiento en EE.UU y suicidios por edad entre 1995 y 2007.

En el gráfico de la izquierda se observa que las muertes por casos de atragantamiento superan a los casos de muerte por suicidio en Estados Unidos, en donde entre la edad de 6 y 19 años se producen la mayoría de los casos de obstrucción a la tráquea, siendo la moda o pico entre los 12 y 13 años.
En España hay 1.400 muertes por atragantamiento, un 25% más que de muertes por accidentes de tráfico. Esto significa que, de media, hay 4 fallecimientos al día por atragantamiento. Esto resalta la importancia de aprender los primeros auxilios.
En la actualidad, la Cruz Roja y otros organismos consideran que esas estadísticas pueden mejorar mediante el uso de los primeros auxilios contra atragantamiento (descritos más arriba). Estos fueron el resultado de amplias investigaciones. Igualmente, la presencia de aparatos anti-atragantamiento en sitios públicos, eventos y zonas de riesgo puede solucionar muchos de los casos de tragantamiento que suceden.